# Archips semiferanus
Archips semiferanus es una especie de polilla del género Archips, tribu Archipini, familia Tortricidae. Fue descrita científicamente por Walker en 1863.

## Descripción
La envergadura es de 18-25 milímetros.

## Distribución
Se distribuye por Estados Unidos.